# Paul Oppermann
Paul Oppermann (Lebensdaten unbekannt) war ein deutscher Fußballspieler.

## Karriere
Oppermann gehörte dem VfB Leipzig an, für den er als Mittelfeldspieler in den vom Verband Mitteldeutscher Ballspiel-Vereine organisierten Meisterschaften von 1903 bis 1906 durchgängig im Gau Nordwestsachsen, der regional höchsten Spielklasse, Punktspiele bestritt. 
Während seiner Vereinszugehörigkeit gewann er mit der Mannschaft vier regionale Titel und kam diesbezüglich in der Endrunde um die Deutsche Meisterschaft 1904 und 1906 zum Einsatz. Am 24. April 1904 debütierte er beim 1:0-Viertelfinal-Sieg über den Magdeburger FC Viktoria 1896. Im Halbfinale gegen den Duisburger SpV beim 3:2-Sieg nach Verlängerung kam er ebenfalls zum Einsatz, erzielte mit dem Treffer zum 1:1 in der 52. Minute sein erstes Tor und erreichte mit seiner Mannschaft das Finale.
Das am 29. Mai 1904 in Kassel vorgesehene Finale gegen den BTuFC Britannia 1892 fand jedoch nicht statt. Der Karlsruher FV hatte beim DFB Protest gegen die Wertung dieser Meisterschaft eingelegt. Der DFB hatte die ausschreibungsgemäße Ansetzung der Endrundenspiele an neutralem Orte nicht eingehalten; daraufhin wurde am Vormittag das Endspiel abgesagt und die Meisterschaftsendrunde annulliert.
1906 bestritt er seine letzten drei Endrundenspiele um die Deutsche Meisterschaft.
Das mit 9:1 gewonnene Viertelfinale gegen den FC Norden-Nordwest Berlin am 22. April, das mit 3:2 gewonnene Halbfinale gegen den Berliner Fußball Club Hertha 1892 am 6. Mai und das am 27. Mai in Nürnberg ausgetragene Finale. Dank seines Mitspielers Heinrich Riso, der den 2:1-Siegtreffer in der 85. Minute gegen den 1. FC Pforzheim erzielte, wurde er erstmals Deutscher Meister.

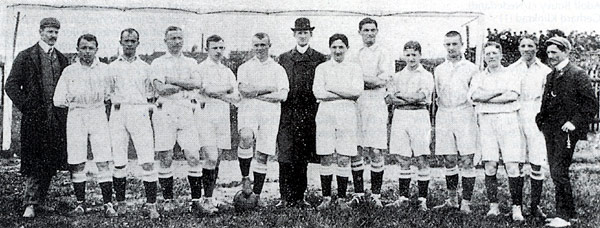
Paul Oppermann (7. v.r.)
und Mitspieler des VfB Leipzig vor dem Finale 1906

## Erfolge
- Deutscher Meister 1906
- Mitteldeutscher Meister 1904, 1906
- Gaumeister Nordwestsachsen 1904, 1906